# 卡特教頭
《卡特教頭》（英語：Coach Carter）是一部2005年美國傳記青春運動劇情片，由湯瑪斯·卡特執導，山繆·傑克森主演。劇情改編自里奇蒙高中高中籃球教練肯·卡特的真實故事，他讓不敗籃球隊在1999年賽季因學業成績不佳而停賽，卡特不惜違反合約將球員留在賽旁的板凳上，此事引起爭議並成為頭條新聞。由山繆·傑克森飾演肯·卡特，其他演員包括羅布·布朗、黛比·摩根、勞勃·理察、查寧·塔圖和亞香緹。
電影由MTV影業和東林/羅賓斯製片公司共同製作，派拉蒙影業發行，於2005年1月14日在美國上映。《卡特教頭》在影評間評價褒貶不一，全球票房達7600萬美元。

## 演員
- 山繆·傑克森飾演肯·卡特（英语：Ken Carter）
- 羅布·布朗（英语：Rob Brown (actor)）飾演肯揚·史東（Kenyon Stone）
- 勞勃·理察（英语：Robert Ri'chard）飾演戴米安·卡特（Damien Carter）
- 瑞克·岡薩雷斯飾演提莫·克魯茲（Timo Cruz）
- 納納·格貝沃尼約（Nana Gbewonyo）飾演寇特尼·安德森（英语：Courtney Anderson）
- 查寧·塔圖飾演傑森·萊爾（Jason Lyle）
- 亞香緹（英语：Ashanti (singer)）飾演凱拉（Kyra）
- 奧塔薇亞·史班森飾演薇拉·巴特爾夫人（Mrs. Willa Battle）
- 黛比·摩根（英语：Debbi Morgan）飾演肯·卡特之妻

## 延伸閱讀
- Carter, Ken. . Business Plus. 2012. ISBN 978-1-455-50234-9.
- Niemiec, Ryan. . Hogrefe Publishing. 2008. ISBN 978-0-889-37352-5.
- Johnson, Rick. . Revell. 2009. ISBN 978-0-800-73249-3.

## 外部連結
- 官方网站
- 互联网电影数据库（IMDb）上《卡特教頭》的资料（英文）
- Box Office Mojo上《卡特教頭》的資料（英文）